# ماریانو لاکوف
ماریانو لاکوف (انگلیسی: Mariano Lukov؛ زادهٔ ۲ آوریل ۱۹۵۸) یک بازیکن تنیس روی میز اهل بلغارستان است.